# Parry (kráter)
Parry je měsíční impaktní kráter o průměru 48 km u jihovýchodního okraje měsíční pláně Fra Mauro. Byl pojmenován po britském průzkumníkovi Williamovi Parrym. Na západním a jihozápadním okraji kráteru Parry je kráter Bonpland. Přímo na jih je malý kráter Tolansky a dále na jiho-jihozápad kráter Guericke.
Okraje kráteru Parry jsou silně zerodované a zkreslené kvůli společným valům okolních kráterů. Val je nejvýznamnější podél severozápadu a protíná ho malý kráter Parry E (6 km v průměru). Dno bylo zaplavena lávou a je relativně ploché. Uprostřed je několik malých kráterů.